# نادي يميريك
نادي يميريك (بالإنجليزية: Limerick F.C.)‏ هو نادي كرة قدم في جمهورية أيرلندا تأسس في 1937 يقع في يميريك. يلعب في دوري الدرجة الممتازة الأيرلندي. يدربه مارتن راسيل.

## وصلات خارجية
الموقع الإلكتروني